# Packer Straße
De Packer Straße B70 is een Landesstraße in de Oostenrijkse deelstaten Stiermarken en Karinthië.
De weg verbindt Graz met Pack en Sankt Andrä met Klagenfurt en is 157,7 km lang.
Routebeschrijving
De B70 begint in Graz op een kruising met de B67 en kruist bij afrit Graz-Webling de A9. De weg loopt verder door Pirka, Haselsdorf-Tobelbad en sluit op een rotonde de B76 aan. De weg loopt verder door Lieboch, Söding, Sankt Johann-Köppling, Krottendorf-Gaisfeld, Voitsberg, Rosental an der Kainach, Köflach waar de B77 aansluit. De weg loopt verder door Edelschrott, Pack. Ten westen van Pack volgt de deelstaatsgrens met Karinthië.
Karinthië
De B70 loopt verder door Frantschach-Sankt Gertraud waar de B70b aansluit, Wolfsberg waar de B70a aansluit. De weg loopt door Sankt Andrä en passeert een rotonde waar de afrit Sankt Andrä de A2 vansluit. De B70 loopt verder door Griffen waar de B80a aansluit. Dan kruist ze bij afrit Völkermarkt-Ost de A2 en komt in Völkermarkt waar de B82 aansluit. De B82 loopt verder in westelijke richting en kruist bij afrit Völkermarkt-West de A2. De B70 loopt nog door Poggersdorf Klagenfurt am Wörthersee waar bij afrit Brückl de B92 aansluit. De B70 en eindigt in op een kruising met de B83.
Geschiedenis
Door een besluit van de deelstaatsregering van Stiermarken van 13 februari 1896 werd de weg van Köflach naar Hasendorf, Edelschrott en Pack opgewaardeerd naar een Bezirksstraße Ie Klasse.
De Packstraße werd door een wet van 15 juli 1930 overgenomen door de federale overheid en omgebouwd tot een Bundesstraße.
Op 31 mei 1936 werd deze nieuwe oost-west-verbindung feestelijk geopend. Tot 1938 had de Packer Straße het nummer B25, na de Anschluss werd de Packer Straße tot 1945 en deel van de R333.
B1 · 
B2 · 
B3 · 
B4 · 
B5 · 
B6 · 
B7 · 
B8 · 
B9 · 
B10 · 
B11 · 
B12 · 
B13 · 
B14 · 
B15 · 
B16 · 
B17 · 
B18 · 
B19 · 
B20 ·  
B21 · 
B22 · 
B23 · 
B24 · 
B25 · 
B26 · 
B27 · 
B28 · 
B29 · 
B30 · 
B31 · 
B32 · 
B33 · 
B34 · 
B35 · 
B36 · 
B37 · 
B38 · 
B39 · 
B40 · 
B41 · 
B42 · 
B43 · 
B44 · 
B45 · 
B46 · 
B47 · 
B48 · 
B49 · 
B50 · 
B51 · 
B52 · 
B53 · 
B54 · 
B55 · 
B56 · 
B57 · 
B58 · 
B59 · 
B60 · 
B61 · 
B62 · 
B63 · 
B64 · 
B65 · 
B66 · 
B67 · 
B68 · 
B69 · 
B70 · 
B71 · 
B72 · 
B73 · 
B74 · 
B75 · 
B76 · 
B77 · 
B78 · 
B79 · 
B80 · 
B81 · 
B82 · 
B83 · 
B84 · 
B85 · 
B86 · 
B87 · 
B88 · 
B89 · 
B90 · 
B91 · 
B92 · 
B93 · 
B94 · 
B95 · 
B96 · 
B97 · 
B98 · 
B99 · 
B100 · 
B105 · 
B106 · 
B107 · 
B108 · 
B109 · 
B110 · 
B111 · 
B113 · 
B114 · 
B115 · 
B116 · 
B117 · 
B119 · 
B120 · 
B121 · 
B122 · 
B123 · 
B124 · 
B125 · 
B126 · 
B127 · 
B129 · 
B130 · 
B131 · 
B132 · 
B133 · 
B134 · 
B135 · 
B136 · 
B137 · 
B138 · 
B139 · 
B140 · 
B141 · 
B142 · 
B143 · 
B144 · 
B145 · 
B146 · 
B147 · 
B148 · 
B149 · 
B150 · 
B151 · 
B152 · 
B153 · 
B154 · 
B155 · 
B156 · 
B158 · 
B159 · 
B160 · 
B161 · 
B162 · 
B163 · 
B164 · 
B165 · 
B166 · 
B167 · 
B168 · 
B169 · 
B170 · 
B171 · 
B172 · 
B173 · 
B174 · 
B175 · 
B176 · 
B177 · 
B178 · 
B179 · 
B180 · 
B181 · 
B182 · 
B183 · 
B184 · 
B185 · 
B186 · 
B187 · 
B188 · 
B189 · 
B190 · 
B191 · 
B192 · 
B193 · 
B197 · 
B198 · 
B199 · 
B200 · 
B201 · 
B202 · 
B203 · 
B204 · 
B205 · 
B209 · 
B210 · 
B211 · 
B212 · 
B213 · 
B214 · 
B215 · 
B216 · 
B217 · 
B218 · 
B219 · 
B220 · 
B221 · 
B222 · 
B223 · 
B224 · 
B225 · 
B226 · 
B227 · 
B228 · 
B229 · 
B230 · 
B303 · 
B305 · 
B309 · 
B310 · 
B311 · 
B316 · 
B317 · 
B319 · 
B320